# Kernkraftwerk Wyhl
Das geplante Kernkraftwerk Wyhl (auch Kernkraftwerk Süd, KWS) bei Wyhl am Kaiserstuhl sollte zwei Reaktorblöcke der 1300-Megawatt-Klasse (elektrische Leistung) umfassen, erhielt jedoch nur für Block I eine Teilerrichtungsgenehmigung. Mit dem Bau eines Reaktorgebäudes für Block I war bereits begonnen worden, infolge massiver Proteste der sich zu der Zeit noch im Entstehungsprozess befindenden Anti-Atomkraft-Bewegung und eines vom Verwaltungsgericht Freiburg veranlassten Baustopps wurden die Bauarbeiten 1977 eingestellt. Das Projektvorhaben selbst allerdings als politische Entscheidung wurde erst 1994 „offiziell“ beendet.
Damit ist das KKW Wyhl das erste (geplante) Atomkraftwerk in Deutschland, dessen Bau auf Initiative der Anti-Atomkraft-Bewegung verhindert wurde.

## Planung
Zunächst war das Kernkraftwerk Süd bei der nahe gelegenen Stadt Breisach projektiert. Dies wurde jedoch von der örtlichen Bevölkerung abgelehnt, vor allem aufgrund der zur Abwärmeabfuhr vorgesehenen Nasskühltürme, von deren Emissionen Bauern und Winzer der Umgebung negative klimatische Auswirkungen erwarteten. Am 19. Juli 1973 wurde im Rundfunk verkündet, dass der Standort Breisach aufgegeben werde und das Kraftwerk in Wyhl am Kaiserstuhl gebaut werden solle. Der neue Standort war vom alten nur einige Kilometer entfernt: Hier wurden zwei Druckwasserreaktoren der Kraftwerk Union der 1300-Megawatt-Klasse vom Typ Vor-Konvoi mit einer thermischen Leistung jeweils 3762 MW und einer elektrischen Leistung zwischen ca. 1200 und ca. 1300 MW (je nach Art der Kühlung) mit jeweils einem etwa 150 m hohen Naturzug-Nasskühlturm geplant.

## Proteste, Gerichtsverfahren, Projektaufgabe

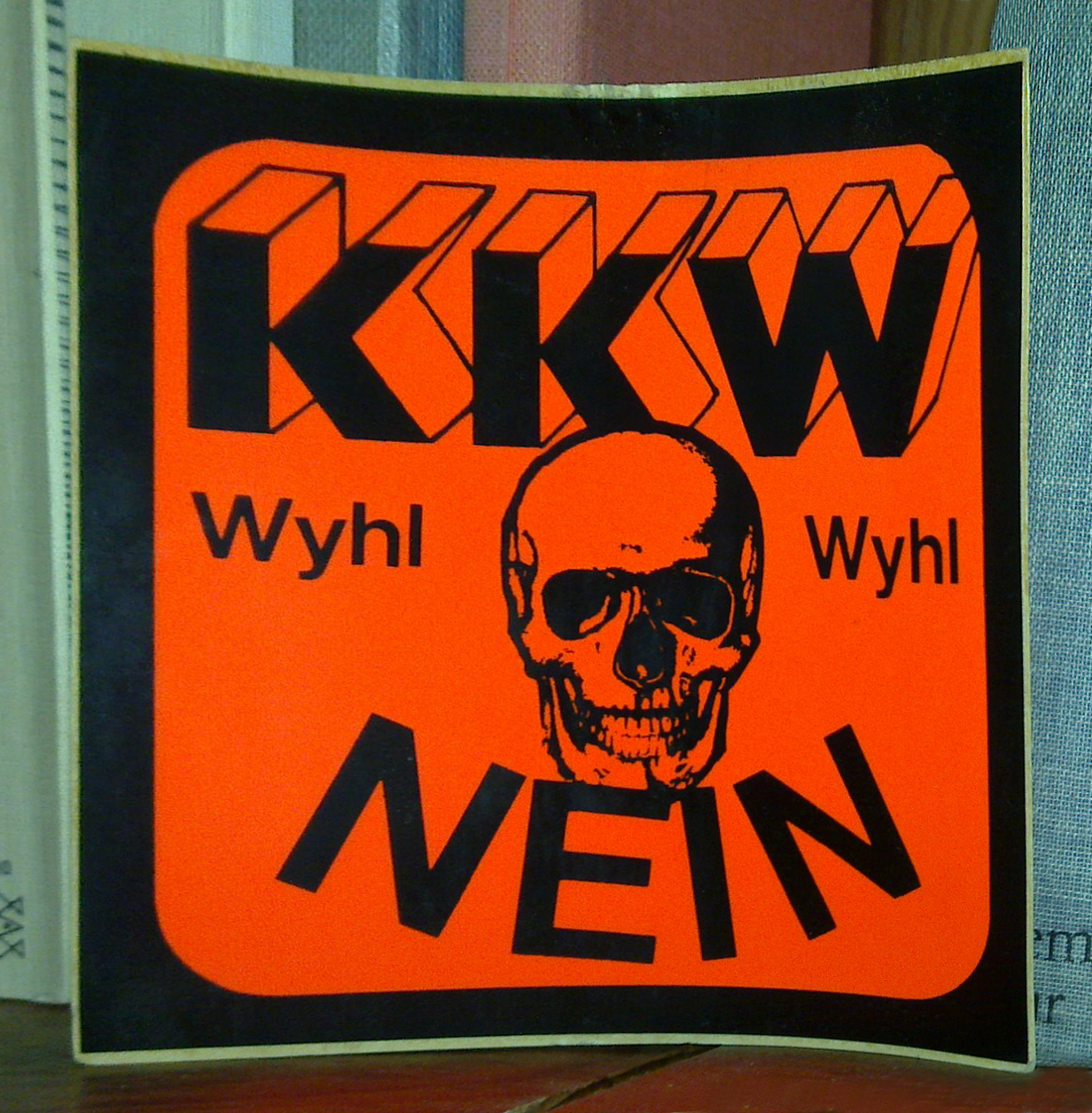
Aufkleber gegen den Bau des Kernkraftwerkes Wyhl, 1975

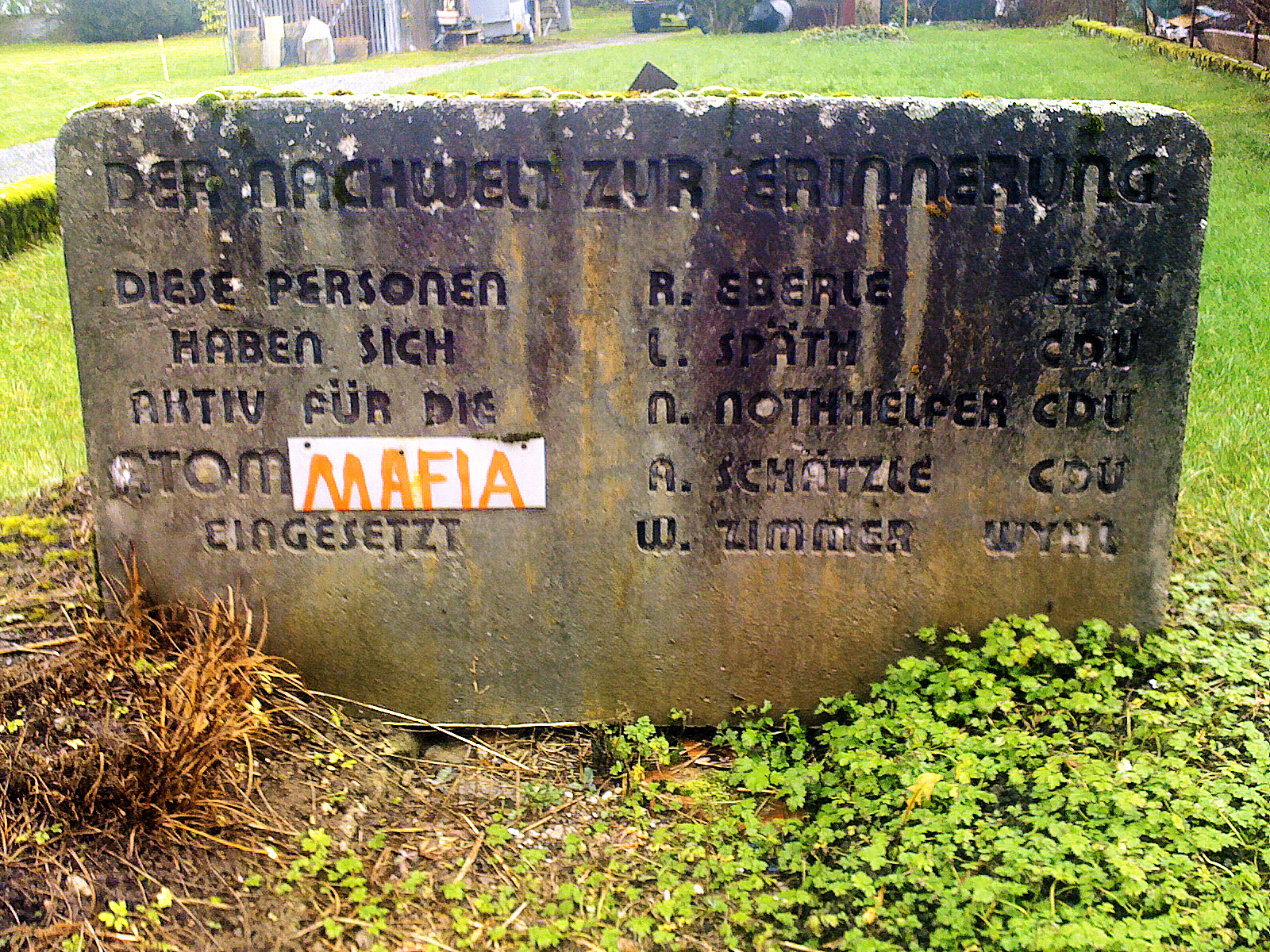
Die Kritik am KKW Wyhl war Ende der 1970er Jahre noch subtil: unter dem Schild „Mafia“ ist „Kraft“ eingemeißelt

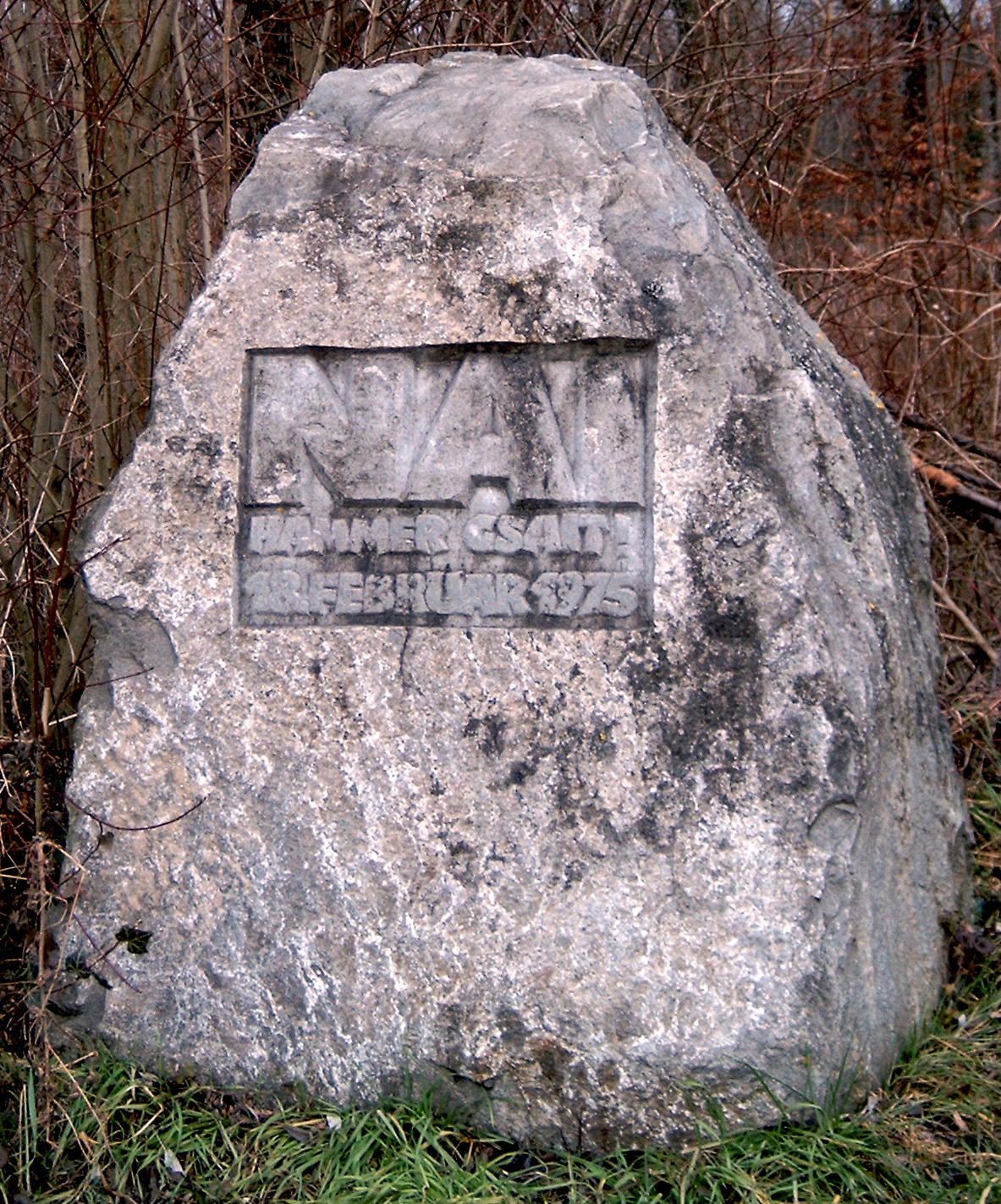
Stein zum Gedenken an den Tag der Bauplatzbesetzung "NAI HÄMMER GSAIT!" (Alemannisch für "Nein haben wir gesagt!")

Kurz nach der Ankündigung begannen 27 Bürger aus Wyhl, gegen den Bau des geplanten Kraftwerks zu protestieren. Bald darauf gründeten sich in umliegenden Ortschaften sowie wie im angrenzenden französischem Elsass Initiativen: Kondensdämpfe aus den Kühltürmen könnten die Sonneneinstrahlung vermindern und Nebel vermehren, Kühlwasser aus dem Kraftwerk könne den Rhein aufheizen und sein biologisches Gleichgewicht gefährden, vor allem aber die Entwicklung des Rheintales zur industriellen Zone, zu einem „zweiten Ruhrgebiet“, waren die ersten Gründe für die Ablehnung.
Mit Schreiben vom 10. Oktober 1973 beantragte die KWS beim baden-württembergischen Wirtschaftsministerium, die Errichtung eines Kernkraftwerkes am Rhein bei Flusskilometer 246 zu genehmigen und zunächst eine Teilerrichtungsgenehmigung zu erteilen. Der Antrag wurde im Mai 1974 bekannt gemacht, einschließlich der üblichen Unterlagen zur Einsicht ausgelegt und Gelegenheit gegeben, innerhalb eines Monats Einwendungen zu erheben. Insgesamt sind mehr als 89.000 Einwendungen erhoben worden. Am 9. und 10. Juli 1974 fand in Wyhl ein Erörterungstermin statt, um über die erhobenen Einwendungen zu diskutieren. Zahlreiche Schreiben gingen auch an den Bundesinnenminister Werner Maihofer, darunter auch ein Schreiben des Pfarrers von Emmendingen-Windenreute vom 9. August 1974, in dem er sich unter anderem enttäuscht über den Verlauf des Erörterungstermin zum Bau des Kernkraftwerkes in Wyhl äußerte.
Vorausgegangen und mit konstituierend für den örtlichen Widerstand gegen das Kernkraftwerk war der bereits erfolgreich verlaufene Kampf gegen die Errichtung eines Blei-Chemie-Werks in Marckolsheim im benachbarten französischen Elsass auf westlicher Seite des Rheins.
Am 12. Januar 1975 stimmten 55 Prozent der wahlberechtigten Bürger von Wyhl in einem Bürgerentscheid für den Verkauf des vorgesehenen Geländes an die KWS, da sie sich Arbeitsplätze erhofften. Am 22. Januar 1975 erteilte das Stuttgarter Wirtschaftsministerium der KWS die „Erste Teilerrichtungsgenehmigung“ für das „Kernkraftwerk Süd“, die jedoch mit zahlreichen Auflagen verbunden war. Die vorgebrachten Einwendungen wurden zurückgewiesen und die sofortige Vollziehung angeordnet.

### Die juristische Auseinandersetzung ab 1975
Am 21. Februar 1975 haben mehrere Gemeinden und Privatpersonen beim Verwaltungsgericht Freiburg Klage gegen die Teilerrichtungsgenehmigung erhoben. Sie beanstandeten, dass die angegriffene Genehmigung nicht hätte erteilt werden dürfen, weil es an dem erforderlichen Schutz gegen schädliche Umwelteinwirkungen fehle. Nach ihrer Meinung seien erhebliche Nachteile zu befürchten, die sich durch die mit dem Betrieb des Kernkraftwerkes verbundene Wärmeableitung durch Kühlwasser und durch die unvermeidbaren Radioaktivitätsabgaben ergeben könnten. Sie beanstandeten darüber hinaus, dass die erforderliche Sicherheit gegen Unfälle nicht gewährleistet sei.
Parallel zu den mit den Klagen angestrengten Verfahren in der Hauptsache haben die Kläger vorläufigen Rechtsschutz beantragt, um im Eilverfahren zu verhindern, dass die KWS aufgrund der angeordneten sofortigen Vollziehung bis zum Abschluss der Hauptsacheverfahren – eine erhebliche Verfahrensdauer war abzusehen – mit dem Bau Fakten schafft.
Am 17. Februar 1975 wurde mit der Einrichtung der Baustelle für den Block I begonnen, was rechtlich zulässig war. Die Entscheidung des Freiburger Verwaltungsgerichts im Eilverfahren stand zu diesem Zeitpunkt noch aus. Die Baustelle wurde am Tag darauf von Protestierenden besetzt und von der Polizei geräumt. Nach einer Kundgebung am Sonntag, den 23. Februar 1975, an der laut polizeilichen Angaben 28.000 Menschen teilnehmen, besetzt die Bevölkerung das Gelände. Die Volkshochschule Wyhler Wald wird gegründet. Erst im November 1975 verlassen die Bürgerinitiativen den Platz.
Eine der prägenden Persönlichkeiten des Wyhl-Protestes war der Autor und Liedermacher Walter Mossmann. Er beschrieb in einem Redebeitrag die Besetzer folgendermaßen:
Was neu war: Auf den besetzten Plätzen in Marckolsheim, Wyhl oder Kaiseraugst trafen sich nicht mehr nur die üblichen Verdächtigen aus der linken Szene, auf die sich Polizei und Justiz längst eingeschossen hatten, vielmehr kamen dort Leute zusammen, die eigentlich gar nicht zusammen gehörten, deshalb ging es ja auch in Wyhl viel lustiger zu als bei den Parteimeetings der Moskau- oder der Peking-Kommunisten. Im Freundschaftshaus auf dem besetzten Platz in Wyhl trafen Winzergenossen und katholische Landfrauen auf eine Jugendgruppe der IG Metall aus NRW oder auf die Stuttgarter Gewerkschaftsopposition bei Daimler ("Plakatgruppe") mit Willi Hoss und Peter Grohmann, es trafen sich evangelische Pfadfinderinnen aus Heidelberg mit bündischen Jungs aus Hamburg und Grauen Panthern aus Westberlin, es kamen denkende Sozialdemokraten, die sich gerade mit Erhard Eppler gegen den Atompolitiker Helmut Schmidt aufrichteten, es kamen die Religiösen von den Anthroposophen bis zu den Zen-Buddhisten, dazwischen Linkskatholiken, Pfingstler, Basisgemeinden, orthodoxe Russen, reformierte Juden, laizistische Iraner, synchretistische und tolerante Brasilianerinnen, es kamen deutsche Männergesangsvereine, französische Feministinnen, geoutete Schwule, heimliche Heteros, Spontis, Maoisten, Trotzkisten, Anarchisten, Ornithologen, Vegetarier, Verteidiger des SED-Regimes, die absurderweise auf volkseigene Atomkraftwerke vom Typ Tschernobyl setzten, es kamen Leute vom Schwarzwaldverein, von den Vosges Trotter Colmar, von der Skizunft Brend, es kamen Pazifisten, Reserveoffiziere und die Schnapsnasen aus Webers Weinstuben, es kamen alte Leute, die ihre Ideen vom Naturschutz aus der nationalsozialistischen Erziehung mitbrachten, es kamen kritische Architekten, Mediziner, Pädagogen, Journalisten, frustrierte Orchestermusiker, grübelnde Polizisten, und sie trafen auf den Apotheker vom Kaiserstuhl, den Schmied, den Schreiner, die Ärztin, die Chemikerin, den Müller, den Fischereimeister, den Tabakbauer, die Winzerinnen, die Lehrer, die Pfarrer, und sie trafen Werner Mildebrath, den Elektriker aus Sasbach, der schon 1975/76 den Leuten seine Sonnenkollektoren aufs Dach setzte, denn die Bürgerinitiativen arbeiteten schon damals an erneuerbaren Energien, und sie organisierten 1976 die Sonnentage von Sasbach, als die Stuttgarter Regierung noch einfältig und doktrinär an das Perpetuum Mobile namens Atomkraft glaubten.
Das Verwaltungsgericht hat durch Beschluss vom 14. März 1975 die sofortige Vollziehung der Ersten Teilerrichtungsgenehmigung (TEG) ausgesetzt und damit einen Baustopp verfügt. Ob die Antragsteller im Hauptsacheverfahren voraussichtlich erfolgreich sein würden, ließe sich – so das Gericht – derzeit noch nicht absehen. Eine Entscheidung darüber könne erst nach einer Beweisaufnahme im Hauptsacheverfahren getroffen werden. Das Gericht nahm deshalb eine Interessenabwägung vor, in der es die Interessen der Antragsteller am Aufschub der Bauarbeiten höher bewertete als die Interessen des Landes und der KWS an der Sicherung der Stromversorgung. Es ging dabei davon aus, dass sich die Antragsteller nicht nur auf die Folgen berufen könnten, die der Bau des Kraftwerks als solcher verursache, sondern darüber hinaus auch auf die Auswirkungen, die der spätere Betrieb mit sich bringen könne.
Am 27. Mai 1975 fand eine Sondersitzung der Landesregierung statt, die sich mit dem weiteren Vorgehen befasste.
Am 14. Oktober 1975 wurde der vom Verwaltungsgericht Freiburg im März 1975 verhängte Baustopp aufgrund der Beschwerden der Landesregierung unter Ministerpräsident Hans Filbinger und der KWS vom Verwaltungsgerichtshof Baden-Württemberg in Mannheim aufgehoben. Auch der VGH sah den voraussichtlichen Ausgang des Hauptsacheverfahrens als offen an und nahm eine Interessenabwägung vor, die zugunsten des Landes und der KWS ausfiel. Allein durch den genehmigten Bau des Kraftwerks könnten die Antragsteller nicht beeinträchtigt sein. Die VGH-Richter betonten jedoch, dass das Risiko für den Beginn der genehmigten Bauphase von der KWS selbst zu tragen sei und dass die Entscheidung in der Hauptsache, welche das Verwaltungsgericht Freiburg zu fällen habe, immer noch zu ihrem Nachteil ausfallen könne. Die Bauplatzbesetzer, die das Baugelände seit 18. Februar 1975 blockierten, bezeichneten den Beschluss als eine erste Schlappe ihres Einsatzes.
Das Battelle-Institut erarbeitete für ein Honorar von 950.000,00 DM eine Strategie für die Verhandlungen im Auftrag der Landesregierung. Das Ergebnis mündete in die Offenburger Gespräche, in denen die Landesregierung erreichte, dass die Protestierenden den besetzten Bauplatz im November 1975 verließen.
Dennoch demonstrierten am 8. Oktober 1976 rund 1000 Bürger gegen Ministerpräsident Filbinger im benachbarten Kiechlinsbergen und am 30. Oktober 1976 ebenfalls rund 1000 Menschen bei der „Platzbegehung“ im Wyhler Wald. Am 6. November beteiligten sich rund 1.200 Menschen am „Solidaritätsfackelzug“ gegen das Kernkraftwerk Brokdorf in der Freiburger Innenstadt. Nach weiteren Bauvorbereitungen und der Installation eines Baustromanschlusses wurde die Baustelle erneut durch Protestierende besetzt.
Zur Vorbereitung der Anfang des Jahres 1977 geplanten mündlichen Verhandlung im Hauptsacheverfahren verständigte sich das Freiburger Verwaltungsgericht mit allen am Verfahren Beteiligten auf ein abgestimmtes, zügiges und transparentes Verfahren. Der gesamte mit den Sachverständigen zu erörternde Streitstoff wurde in einen 100 Fragen umfassenden Fragebogen eingearbeitet, in dessen Endfassung die Anregungen aller Beteiligten eingingen. Auch die Frage, welche Sachverständigen zu hören seien, wurde mit den Beteiligten im Konsens gelöst, so der beteiligte Richter Joachim von Bargen im Jahr 2017.
Mündlich verhandelt hat das Gericht (drei professionelle, zwei ehrenamtliche Richter) an zwölf Tagen in der Zeit vom 27. Januar bis 16. Februar 1977 in der Herbolzheimer Breisgauhalle. Zwischen 300 und 500 Personen nahmen täglich als Beobachter an der Verhandlung teil. Dem Vorsitzenden Richter gelang es mit Besonnenheit und Geduld, für eine betont sachliche Atmosphäre zu sorgen. Ein Antrag auf Ablehnung eines Richters wegen der Besorgnis der Befangenheit wurde nicht gestellt. Die Stellungnahmen der insgesamt 53 angehörten Sachverständigen wurden auf 180 Tonbändern mitgeschnitten, sofort in Schriftform übertragen und den Sachverständigen vorgelegt. Insgesamt umfasste das Wortprotokoll circa 1500 Seiten.
Das Gericht gab mit seinen am 14. März 1977 im Freiburger Landgericht verkündeten Urteilen den Klagen statt, weil es nach „übereinstimmender Auffassung in der Kammer“ an der rechtlichen Genehmigungsvoraussetzung fehle, dass die „erforderliche Vorsorge gegen Schäden“ getroffen worden sein müsse. Ein Bersten des Reaktordruckbehälters sei zwar äußerst unwahrscheinlich, verursache aber doch so katastrophale Schäden, dass es „nach den von der Kammer vertretenen Wertmaßstäben“ nicht als vernachlässigbares Restrisiko angesehen werden könne, und der Reaktor deshalb nur mit einer Berstsicherung gebaut werden dürfe, wie sie für ein in Ludwigshafen geplantes Kernkraftwerk mit einem leistungsschwächeren Druckwasserreaktor vorgesehen gewesen sei. Dieses Ergebnis wurde offensichtlich von allen Beteiligten als überraschend empfunden, obwohl 28 der in der mündlichen Verhandlung erörterten 100 Fragen die Reaktorsicherheit betrafen und damit auch die Berstsicherung eingehender zur Sprache gekommen war.
Festgestellt haben die Freiburger Verwaltungsrichter außerdem, dass sie die zahlreichen weiteren Einwände der Kläger gegen die Rechtmäßigkeit der erteilten Genehmigung nicht überzeugt hätten. Ausdrücklich verneint wurde unter anderem die Frage, ob die mit dem Betrieb des geplanten Kernkraftwerkes auf der Gemarkung Wyhl zwangsläufig verbundene Ableitung von zwei Dritteln der erzeugten Wärme durch Kühlwasser so nachteilige Folgen für die Kläger haben könne, dass sie in ihren Rechten verletzt würden. Vor allem diese standortspezifische Sorge hatte die Kläger veranlasst, gegen die der KWS erteilte Genehmigung gerichtlich vorzugehen.
In einem Schreiben des baden-württembergischen Kultusministers Wilhelm Hahn (CDU) an Bundeskanzler Helmut Schmidt (SPD) vom 5. April 1977 zeigte sich der Minister in Vertretung des Ministerpräsidenten besorgt über den möglichen Bau eines Kernkraftwerks in Marckolsheim in Frankreich. Im Zuge des weiteren Widerstands, auch im organisatorisch, räumlich und zeitlich eng verknüpften Engagement und Kampf gegen die Errichtung des weiter südlich im „Dreyeckland“ im Elsass gelegenen Kernkraftwerk Fessenheim, entstand 1977 das zunächst illegal sendende selbst-organisierte freie Radio Verte Fessenheim. Dieses sendet als ältestes nicht-kommerzielles privates Radio Deutschlands unter „Radio Dreyeckland“ nach wie vor aus Freiburg im Breisgau.
Gegen die am 14. März 1977 verkündeten Freiburger Wyhl-Urteile haben die beigeladene KWS am 18. März 1977 und das beklagte Land am 4. April 1977 Berufung eingelegt. Der Verwaltungsgerichtshof Baden-Württemberg in Mannheim hat im Rahmen der Beweisaufnahme eine größere Zahl schriftlicher Sachverständigen-Gutachten eingeholt. In der Zeit vom 30. Mai 1979 bis 4. November 1981 wurde an 13 Tagen in Mannheim mündlich verhandelt, um in diesem Rahmen auch die schriftlichen Gutachten mit den Sachverständigen zu erörtern. Durch Urteil vom 30. März 1982 änderte der VGH die Urteile des VG Freiburg und wies die Klagen ab. Der VGH sah es als durch die Beweisaufnahme geklärt an, dass vor allem ein katastrophales Versagen des Reaktordruckbehälters „praktisch ausgeschlossen“ sei und es einer zusätzlichen Berstsicherung nicht bedürfe. Das verbleibende Restrisiko hätten die Kläger hinzunehmen. Die übrigen Bedenken der Kläger gegen die Rechtmäßigkeit der angegriffenen Genehmigung teilte der Mannheimer VGH ebenso wenig wie das Freiburger Verwaltungsgericht. Als Reaktion auf dieses Urteil fand in Wyhl daraufhin eine Kundgebung mit über 30.000 Kernkraftwerksgegnern statt.
Mit ihrer vom Mannheimer VGH in seinem Urteil zugelassenen Revision, über die das Bundesverwaltungsgericht durch Urteil vom 19. Dezember 1985 wenige Monate vor dem katastrophalen Unfall in Tschernobyl am 26. April 1986 entschied, hatten die Kläger keinen Erfolg. Anders als in seiner bis zu diesem Urteil maßgeblichen Rechtsprechung, die noch von einer umfassenden Kontrollpflicht der Verwaltungsgerichte ausging (deshalb die aufwendigen Beweisaufnahmen des VG Freiburg und des Mannheimer VGH), hieß es jetzt, dass es nicht Sache der verwaltungsgerichtlichen Kontrolle sein könne, „die der Exekutive zugewiesene Wertung wissenschaftlicher Streitfragen einschließlich der daraus folgenden Risikoabschätzung durch eine eigene Bewertung zu ersetzen“. Diese Einschränkung der richterlichen „Kontrolldichte“ ist in der Rechtswissenschaft mit gewichtigen Gründen kritisiert worden. Dem unbegrenzten Gefahrenpotenzial von Großanlagen – so der Staats- und Verwaltungsrechtler Jörn Ipsen – entspreche allein die unbeschränkte richterliche Kontrolle der Anlagegenehmigungen.

### Die Projektaufgabe als politische Entscheidung
Nachdem im Frühjahr 1975 Ministerpräsident Filbinger verkündet hatte, im „Ländle“ (Baden-Württemberg) würden ohne Bau des Kernkraftwerkes „die Lichter ausgehen“, erklärte 1983 der amtierende Ministerpräsident Lothar Späth (CDU) überraschend, das Kernkraftwerk Wyhl werde vor 1993 nicht gebraucht. 1987 bekräftigte er den Verzicht auf das Vorhaben bis zum Jahr 2000. 1994 dann, acht Jahre nach der Nuklearkatastrophe von Tschernobyl, wurde das Projekt eines AKW-Baus bei Wyhl "offiziell" eingestellt.
Seit 1995 ist der ehemalige Bauplatz als Naturschutzgebiet ausgewiesen.
Bis Ende der 1990er Jahre war auf dem Kraftwerksgelände ein 160 Meter hoher, seilnetzverspannter Stahlgittermast mit einer Traverse an der Spitze aufgestellt. Darauf befanden sich diverse meteorologische Geräte, um die Windgeschwindigkeit und -richtung zu bestimmen und mit den dabei gewonnenen Daten etwaige Auswirkungen der aus den Kühltürmen aufsteigenden Abwärme mit ihrem wolkenbildenden Wasserdampf-Kondensat auf das regionale Wettergeschehen abschätzen zu können.
Der Widerstand gegen die Errichtung eines Kernkraftwerks am Kaiserstuhl wurde von breiten Teilen der regionalen Bevölkerung, von Teilen des lokalen Klerus ebenso wie von Landwirten als auch Akademikern und Intellektuellen sowie Künstlern, vor allem aber auch von vielen traditionellen CDU-Anhängern getragen (in der Gegend setzte ein massiver Schwund unter den Parteimitgliedern ein) und verlief weitgehend friedlich. Der erfolgreiche Protest hatte auch Signalwirkung auf den Widerstand gegen Atomanlagen an anderen Standorten wie Brokdorf, Grohnde, Wackersdorf, Kalkar oder Kaiseraugst (Schweiz). Bei Auseinandersetzungen und großen Demonstration um das Kernkraftwerk Brokdorf kam es seit Herbst 1976 wiederholt zu rechtswidrigen Demonstrationsverboten und Einkesselung von Demonstranten.
Darüber hinaus kann der Widerstand als grundlegender Impuls überhaupt für die neuzeitliche Antiatomkraft-, Bürgerinitiativen- und Umweltbewegung in Deutschland gelten, inklusive der Herausbildung und Gründung einer „grünen“ Partei.
Auch wenn die Freiburger Wyhl-Urteile nicht bestätigt wurden und es rechtlich kein Hindernis gab, das dem Bau des Kernkraftwerks in Wyhl entgegengestanden hätte, gewann doch die Überzeugung, dass das mit dem Betrieb von Kernkraftwerken verbundene Risiko unterschätzt werde, Jahr für Jahr an Boden – nicht zuletzt durch die Reaktorunfälle in Harrisburg (1979) und Tschernobyl (1986). 2002 wurde schließlich ein Verbot des Neubaus von Kernkraftwerken im Atomgesetz festgeschrieben.

## Verbleib der Komponenten
Die bereits für Block 1 gefertigten Bauteile (z. B. Dampferzeuger und Reaktordruckbehälter) wurden für das Kernkraftwerk Philippsburg 2 verwendet. Dieses war ursprünglich zu fast 100 % bau- und zeichnungsgleich mit dem einst geplanten Block 1 in Wyhl. Philippsburg 2 wurde am 31. Dezember 2019 stillgelegt.

## Daten der Reaktorblöcke
Es waren zwei Reaktoren geplant:
| Reaktorblock | Reaktortyp         | Netto- leistung | Brutto- leistung | Anfang Projektplanung | Baubeginn | Projekteinstellung |
| ------------ | ------------------ | --------------- | ---------------- | --------------------- | --------- | ------------------ |
| Wyhl-1       | Druckwasserreaktor | 1.300 MW        | 1.375 MW         | 1973                  | 1975      | 1995               |
| Wyhl-2       | Druckwasserreaktor | 1.300 MW        | 1.375 MW         | 1973                  | -         | 1995               |

## Gedenken, Rezeption
Zum Gedenken an den erfolgreichen Widerstand gibt es viele Beiträge: So steht im Rheinauewald von Wyhl ein viel besuchter Gedenkstein (gesetzt im Jahr 2000 mit der Staatssekretärin im Bundesumweltministerium, MdB Gila Altmann). Anlässlich der „40 Jahre Widerstand“-Feier wurde am 28. Februar 2012 vor dem Evangelischen Gemeindehaus in Weisweil von Landesbischof Fischer ein weiterer Gedenkstein eingeweiht.
Im Rathaus der Gemeinde Weisweil ist ein Archiv der Badisch-Elsässischen Bürgerinitiativen eingerichtet, das einen umfangreichen Einblick in die Geschichte um die Verhinderung des Kernkraftwerks in Wyhl gewährt.
In Waldkirch steht ein Gedenkstein mit dem Namen u. a. des Wyhler Bürgermeisters Wolfgang Zimmer.

### Ausstellung
- Bürger, helft euch selbst. Wyhl – ein Beispiel. Fotos von Manfred Richter, Rathaus Emmendingen, Februar bis April 2015.[25]

### Filme
- 1976, Nina Gladitz: Lieber heute aktiv als morgen radioaktiv.
  - NDR, Karsten Biehl, Eberhard Hollweg: Brokdorf – ein zweites Wyhl?.
- 1982, Regiekollektiv Medienwerkstatt Freiburg: S'Weschpe-Näscht. Die Chronik von Wyhl 1970 bis 1982.
- 2015, Bodo Kaiser, Siggi Held: Wyhl und die Linken – Geschichten aus dem Wyhler Wald.[26]
- 2024, Mitwelt Stiftung Oberrhein: Kein AKW in Wyhl – Kein Bleiwerk in Marckolsheim. Ein Zeitzeugen-Interview mit Axel Mayer auf YouTube.[27]